# Strpna vas
Strpna vas (nemško Traundorf) je naselje v Občini Globasnica v Okraju Velikovec na Koroškem v Avstriji.